# Atlas lingüístico de Francia

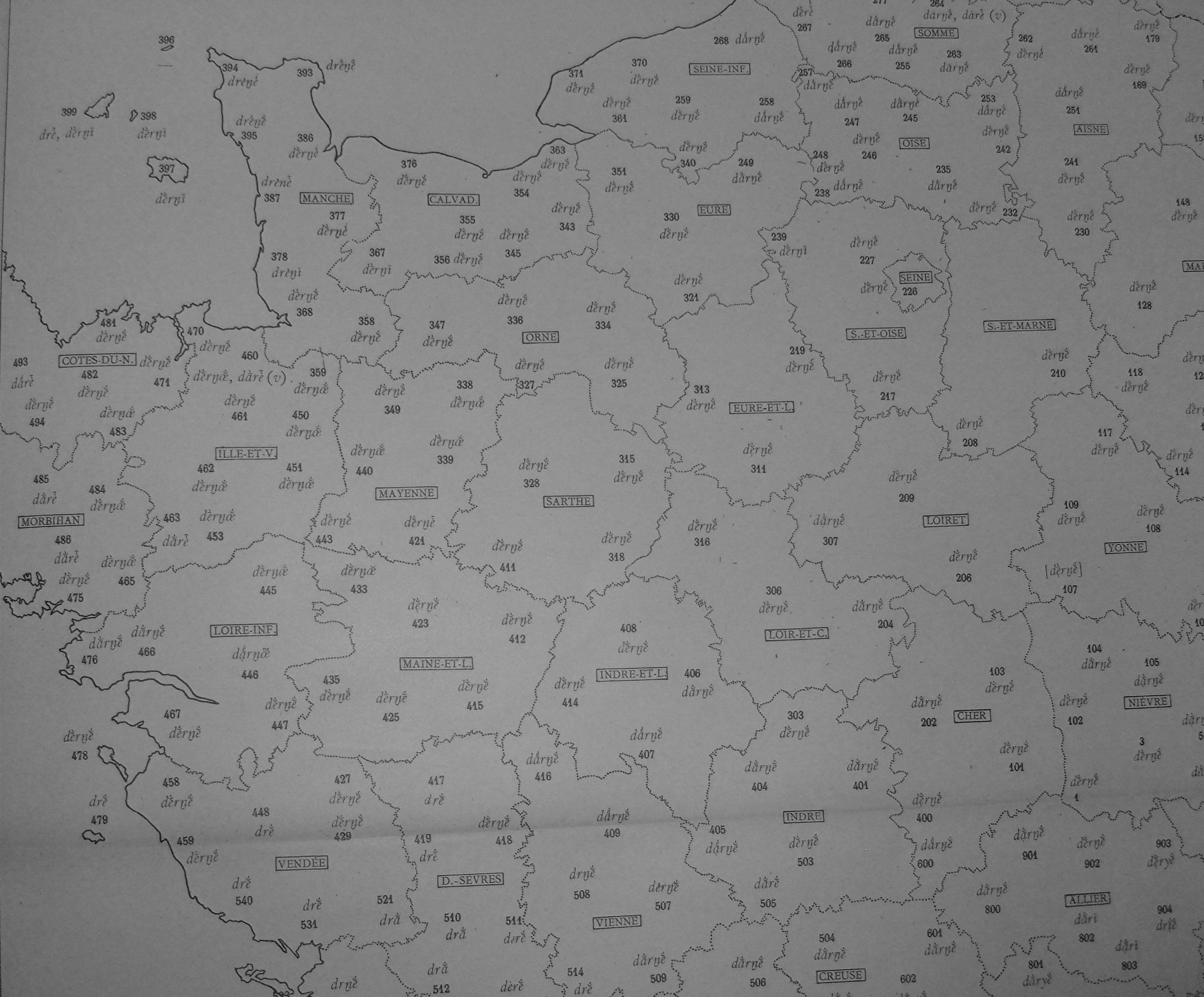
dernier

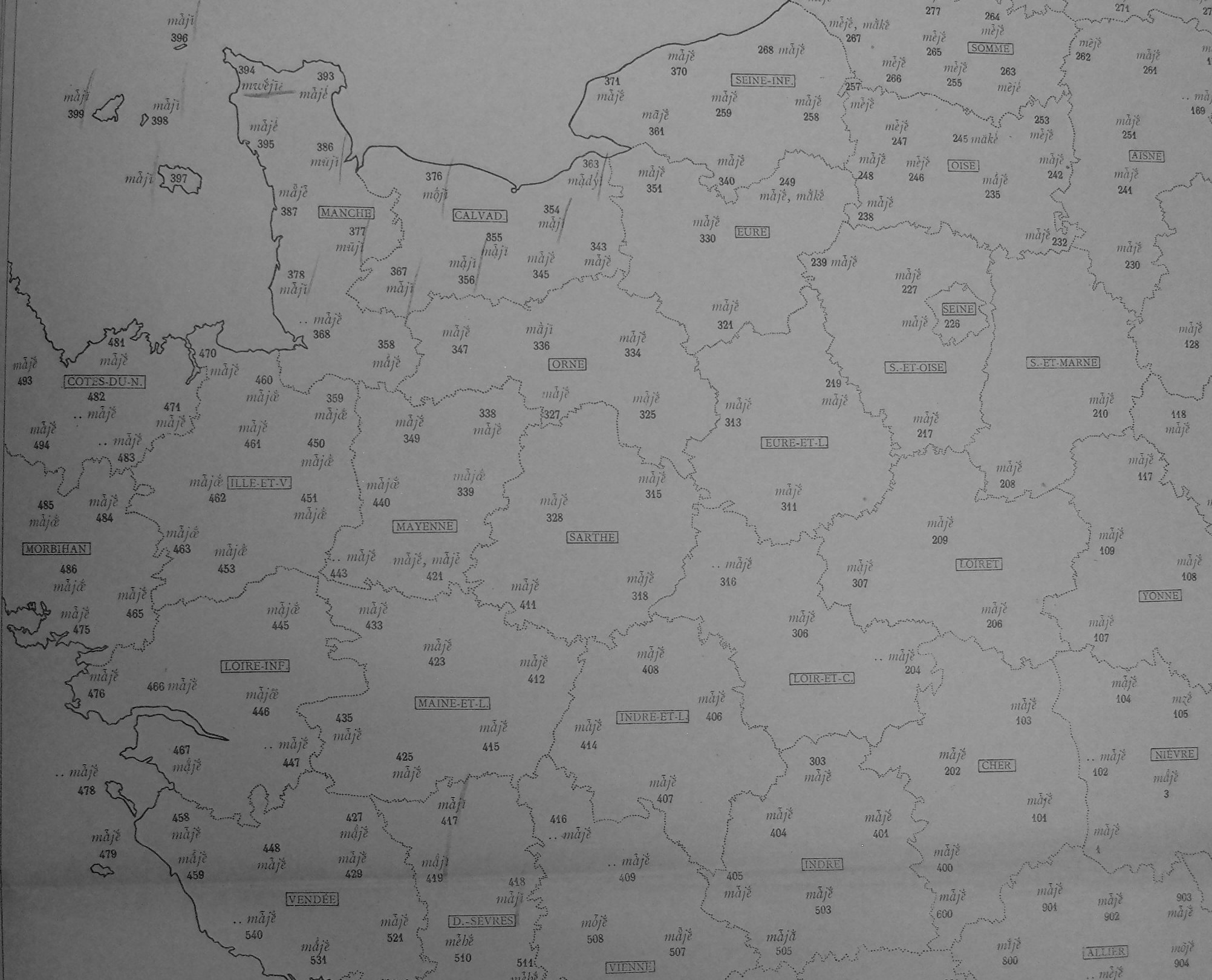
manger

El Atlas lingüístico de Francia, llamado Atlas Gilliéron, es un atlas lingüístico editado entre 1897 y 1900 y publicado entre 1902 y 1910. Consiste en una colección de mapas que permiten seguir, a través de la Francia de 1900, la variación lingüística de los dialectos del francés desde un punto de vista geográfico.
Se completa con distintos Atlas, entre ellos, el Atlas linguistique de la Corse.

## Historia
Entre 1897 y 1900, el geólogo Jules Gilliéron y su investigador Edmond Edmont realizaron el Atlas lingüístico de Francia recorriendo en tren y en coche 639 localidades del territorio galo-romano, salvo París puesto que, en esa ciudad no se hablaba una variedad de francés dialectal sino una variedad de francés popular. El punto de la investigación más cercano a París es el 226 del Atlas, Le Plessis-Piquet, un barrio de las afueras de París. Utilizaron un método de geolingüística para realizar los mapas con isoglosas.
Desde 1980, el CNRS publica un atlas lingüístico de Francia por regiones (en francés Atlas linguistique de la France par régions, ALFR) cuya redacción es dirigida por un equipo de especialistas del habla local.

## Grafía
Los símbolos utilizados son los del alfabeto Rousselot-Gilliéron :
- vocales: a e ė i o œ u   ; con los diacríticos indicando la calidad de la vocal: ò abierta, ó cerrada, ō larga, ŏ breve, õ nasal, o̩ tónica
- consonantes: b c ȼ ȼ̌ ĉ ç̂ d f ɡ h j k l l̮ ḷ l̮̣ m n n̮ p r r̂ ṛ s ṣ t v ẅ z ẓ

Nota:  es una u con gancho a la izquierda.